# Тропиканка
«Тропиканка» (порт. Tropicaliente) — бразильский телесериал.
Премьерный показ в России стартовал 26 июня 1995 года на ОРТ и продлился до конца года.

## Аннотация
Красивая и богатая Летисия (Силвия Файфер), дочь миллионера, в 17 лет влюбляется в Рамиру (Эрсон Капри), бедного рыбака, который на семь лет старше её. Девушка бросает всё и уходит жить в маленькую хибарку, где они с Рамиру проводят страстный медовый месяц. Но он рыбак, и ему нужно в море. Он садится в лодку и обещает вернуться в следующем месяце, чтобы они смогли пожениться.
Через три месяца, не дождавшись никаких новостей от любимого, Летисия уезжает за границу продолжать учёбу. Скоро возвращается Рамиру, весь пылающий страстью, но находит хибарку пустой. Он решает, что был лишь игрушкой для избалованной богатой девчонки, которая решила просто весело провести лето.
Спустя 20 лет Рамиро является главой рыбацкой деревни недалеко от Форталезы. Он женат на Серене и является отцом двоих детей, Кассиано и Асусены. Кассиано встречается с Далилой, дочерью друга Рамиру, рыбака Самуэля. Сын Самуэля Дави занимает высокую должность в фирме отца Летисии, но стесняется своего простого происхождения. Овдовевшая Летисия управляет компаниями, доставшимися в наследство от отца. Она испытывает проблемы в отношениях со своими детьми, Витором и Амандой, а также пытается снова устроить свою личную жизнь.
Встреча с Рамиру, самой большой страстью её жизни, потрясает Летисию. Но это вызывает серию конфликтов — Рамиру женат, а у сына Летисии Витора, имеющего серьёзные психологические проблемы, возникает роман с дочерью Рамиру Асусеной.

## В ролях
- Эрсон Капри — Рамиру Суарес
- Силвия Файфер — Летисия Веласкес
- Режина Доураду — Серена Суарес
- Карла Маринш — Далила
- Селтон Мелу — Витор Веласкес
- Палома Дуарте — Аманда Веласкес
- Каролина Дикманн — Асусена Суарес
- Марсиу Гарсиа — Касиану Суарес
- Наталия Лаже — Анна Каролина «Адреналина»
- Ана Роза — Эстер
- Лейла Лопеш — Оливия Бонфим
- Габриела Алвеш — Питанга
- Жужа Коэлью — Песоа
- Синира Камаргу — Мануэла
- Жоау Карлуш Баррозу — Плиниу
- Нелсон Данташ — Бужаррона
- Эдней Жувеназзи — Бонфим
- Делану Авелар — Дави
- Лусия Алвеш — Изабел Бонфим
- Карина Переш — Лилиан
- Бранка ди Камаргу — Эстела
- Рикарду Паван — Дамасену
- Марсия Баррош — Инес
- Илва Нинью — Нейджи
- Даниела Эшкобар — Беренизе
- Джованна Антонелли — Бенвинда
- Франсишку Саншес — Мажубинья
- Моника Фрага — Жанаина
- Лу Мартан — Фред Асунсау
- Адриана Бру — Сузанна
- Франсишку Куоку — Гаспар Веласкес
- Кассиу Габуш Мендеш — Франшику